# À Côte d'Or (pera)
À Côte d'Or es el nombre de una variedad cultivar de pera europea Pyrus communis. Esta pera oriunda de Francia proviene de un peral de semilla encontrado accidentalmente en 1850 por Monsieur Legrux, viverista en Moncheaux-en-Pévèle, Hauts-de-France. Las frutas tienen una pulpa blanca, siendo su textura de pulpa gruesa, crujiente, granulosa en el medio, aromática. Una pera muy buena para cocinar.

## Sinonimia
- "Poire à côte d'or",[4][5]
- "Belle de Moncheaux",
- "Saint Mathieu d'hiver".

## Historia
Se dice que esta variedad de pera 'À Côte d'Or' proviene de un peral de semilla encontrado accidentalmente en 1850 por Monsieur Legrux, viverista en Moncheaux-en-Pévèle, Hauts-de-France. Es una variedad típica de agricultor en Nord-Pas-de-Calais.
'À Côte d'Or' es una variedad clasificada como de mesa y de cocina, difundido su cultivo en el pasado por los viveros comerciales y cuyo cultivo en la actualidad se ha reducido a huertos familiares y jardines privados.

## Características
El peral de la variedad 'À Côte d'Or' tiene un vigor fuerte; árbol de extensión erguida. Tiene un tiempo de floración con flores blancas que comienza a partir del 17 de abril con el 10% de floración, para el 24 de abril tiene una floración completa (80%), y para el 6 de mayo tiene un 90% caída de pétalos; tubo del cáliz mediano, en forma de embudo con conducto muy estrecho, y con estambres tupidos, que nacen inmediatamente encima de la base de los sépalos.
La variedad de pera 'À Côte d'Or'  tiene una talla de fruto mediano; forma piriforme, generalmente barrigón, con cuello algo acentuado asimétrico, contorno más bien regular, nervaduras prominentes; piel lisa, poco brillante, epidermis con color de fondo amarillo, con un sobre color lavado rojo ciclamen, importancia del sobre color medio a alto, y patrón del sobre color en chapa, presenta chapa de rosa ciclamen brillante muy hermosa en la mitad de la epidermis en el lado expuesto al sol, "russeting" (pardeamiento áspero superficial que presentan algunas variedades) muy débil (5-15%); pedúnculo muy largo y grueso, engrosado en su extremo y carnoso en la base, recto o ligeramente curvo, inserto derecho u oblicuo junto a una gibosidad más o menos acentuada, a veces parece prolongación del fruto, cavidad peduncular nula o limitada a un pequeño repliegue en la base del pedúnculo; anchura de la cavidad calicina estrecha, de profundidad media, plisamientos en sus paredes; ojo entreabierto o abierto. Sépalos estrechos y largos, erectos con las puntas convergentes y vueltas hacia fuera.

Carne de color blanco; textura con pulpa gruesa, crujiente, granulosa en el medio, aromática. Una pera muy buena para cocinar; corazón pequeño, fusiforme, estrecho. Eje muy estrecho, lanoso. Celdillas pequeñas. Semillas grandes, ocupan la totalidad de la celdilla, elípticas, puntiagudas, espolonadas, con color castaño claro.
La pera 'À Côte d'Or' tiene una época de maduración y recolección en octubre. Se consume de octubre hasta marzo.

## Usos
Excelente pera para cocinar y que se conserva todo el invierno. Su tiempo de cocción en el horno y en agua es de unos 40 min. La calidad de sabor al hornear en el horno es superior porque el azúcar y el aroma están más potenciados.

## Polinización
Esta variedad es autofértil (no requiere que otros árboles sean polinizadores), pero su producción se verá favorecida por la presencia de variedades polinizadoras como 'Williams' Bon Chretien'.